# 서울 중랑구의 국회의원

## 행정구역 변천
- 1988년 1월 1일 동대문구 면목동·상봉동·중화동·묵동·망우동·신내동에 서울특별시 중랑구 설치

## 서울 중랑구의 역대 국회의원 일람
| 대수   | 이름           | 소속정당       | 임기                              | 선거구역                                                                                                |
| ------ | -------------- | -------------- | --------------------------------- | --- |
| 제13대 | 이상수(李相洙) | 평화민주당     | 1988년 5월 30일 ~ 1992년 5월 29일 | 중랑구 갑: 면목1동, 면목2동, 면목3동, 면목4동, 면목5동, 면목6동, 면목7동                                |
| 제13대 | 김덕규(金德圭) | 평화민주당     | 1988년 5월 30일 ~ 1992년 5월 29일 | 중랑구 을: 상봉1동, 상봉2동, 중화1동, 중화2동, 묵1동, 묵2동, 망우1동, 망우2동, 망우3동, 신내동          |
| 제14대 | 이순재(李順載) | 민주자유당     | 1992년 5월 30일 ~ 1996년 5월 29일 | 중랑구 갑: 면목1동, 면목2동, 면목3동, 면목4동, 면목5동, 면목6동, 면목7동                                |
| 제14대 | 김덕규(金德圭) | 민주당         | 1992년 5월 30일 ~ 1996년 5월 29일 | 중랑구 을: 상봉1동, 상봉2동, 중화1동, 중화2동, 묵1동, 묵2동, 망우1동, 망우2동, 망우3동, 신내동          |
| 제15대 | 이상수(李相洙) | 새정치국민회의 | 1996년 5월 30일 ~ 2000년 5월 29일 | 중랑구 갑: 면목1동, 면목2동, 면목3동, 면목4동, 면목5동, 면목6동, 면목7동, 면목8동                       |
| 제15대 | 김충일(金忠一) | 신한국당       | 1996년 5월 30일 ~ 2000년 5월 29일 | 중랑구 을: 상봉1동, 상봉2동, 중화1동, 중화2동, 중화3동, 묵1동, 묵2동, 망우1동, 망우2동, 망우3동, 신내동 |
| 제16대 | 이상수(李相洙) | 새천년민주당   | 2000년 5월 30일 ~ 2004년 5월 29일 | 중랑구 갑: 면목1동, 면목2동, 면목3동, 면목4동, 면목5동, 면목6동, 면목7동, 면목8동, 상봉2동, 망우3동     |
| 제16대 | 김덕규(金德圭) | 새천년민주당   | 2000년 5월 30일 ~ 2004년 5월 29일 | 중랑구 을: 상봉1동, 중화1동, 중화2동, 중화3동, 묵1동, 묵2동, 망우1동, 망우2동, 신내1동, 신내2동         |
| 제17대 | 이화영(李華泳) | 열린우리당     | 2004년 5월 30일 ~ 2008년 5월 29일 | 중랑구 갑: 면목1동, 면목2동, 면목3동, 면목4동, 면목5동, 면목6동, 면목7동, 면목8동, 상봉2동, 망우3동     |
| 제17대 | 김덕규(金德圭) | 열린우리당     | 2004년 5월 30일 ~ 2008년 5월 29일 | 중랑구 을: 상봉1동, 중화1동, 중화2동, 중화3동, 묵1동, 묵2동, 망우1동, 망우2동, 신내1동, 신내2동         |
| 제18대 | 유정현(柳政鉉) | 한나라당       | 2008년 5월 30일 ~ 2012년 5월 29일 | 중랑구 갑: 면목본동, 면목2동, 면목3·8동, 면목4동, 면목5동, 면목7동, 상봉2동, 망우3동                    |
| 제18대 | 진성호(秦聖昊) | 한나라당       | 2008년 5월 30일 ~ 2012년 5월 29일 | 중랑구 을: 상봉1동, 중화1동, 중화2동, 묵1동, 묵2동, 망우본동, 신내1동, 신내2동                          |
| 제19대 | 서영교(徐瑛敎) | 민주통합당     | 2012년 5월 30일 ~ 2016년 5월 29일 | 중랑구 갑: 면목본동, 면목2동, 면목3·8동, 면목4동, 면목5동, 면목7동, 상봉2동, 망우3동                    |
| 제19대 | 박홍근(朴洪根) | 민주통합당     | 2012년 5월 30일 ~ 2016년 5월 29일 | 중랑구 을: 상봉1동, 중화1동, 중화2동, 묵1동, 묵2동, 망우본동, 신내1동, 신내2동                          |
| 제20대 | 서영교(徐瑛敎) | 더불어민주당   | 2016년 5월 30일 ~ 2020년 5월 29일 | 중랑구 갑: 면목본동, 면목2동, 면목3·8동, 면목4동, 면목5동, 면목7동, 상봉2동, 망우3동                    |
| 제20대 | 박홍근(朴洪根) | 더불어민주당   | 2016년 5월 30일 ~ 2020년 5월 29일 | 중랑구 을: 상봉1동, 중화1동, 중화2동, 묵1동, 묵2동, 망우본동, 신내1동, 신내2동                          |
| 제21대 | 서영교(徐瑛敎) | 더불어민주당   | 2020년 5월 30일 ~ 2024년 5월 29일 | 중랑구 갑: 면목본동, 면목2동, 면목3·8동, 면목4동, 면목5동, 면목7동, 상봉2동, 망우3동                    |
| 제21대 | 박홍근(朴洪根) | 더불어민주당   | 2020년 5월 30일 ~ 2024년 5월 29일 | 중랑구 을: 상봉1동, 중화1동, 중화2동, 묵1동, 묵2동, 망우본동, 신내1동, 신내2동                          |
| 제22대 | 서영교(徐瑛敎) | 더불어민주당   | 2024년 5월 30일 ~                 | 중랑구 갑: 면목본동, 면목2동, 면목3·8동, 면목4동, 면목5동, 면목7동, 상봉2동, 망우3동                    |
| 제22대 | 박홍근(朴洪根) | 더불어민주당   | 2024년 5월 30일 ~                 | 중랑구 을: 상봉1동, 중화1동, 중화2동, 묵1동, 묵2동, 망우본동, 신내1동, 신내2동                          |

## 같이 보기
- 서울 동대문구의 국회의원
- 서울 광진구의 국회의원
- 서울 성북구의 국회의원
- 서울 노원구의 국회의원
- 구리시의 국회의원
- 남양주시의 국회의원
- 중랑구 갑
- 중랑구 을